# 100000000 (عدد)
مئة مليون أو مئة بلف (100,000,000) هو العدد طبيعي الذي يتبع  99999999 ويأتي قبل  100000001.

## في الرياضيات
- في الكتابة العلمية، يكتب بطريقة 108.

## الأعداد التي بين (100000001–999999999)
- 102334155 – عدد فيبوناتشي
- 111111113 – عدد تشين الأولي، عدد صوفي جيرمين الأولي
- 129140163 = 317
- 129644790 – عدد كاتالان
- 134217728 = 227
- 165580141 – عدد فيبوناتشي
- 190899322 – عدد بيل
- 214358881 = 118
- 222222222 – repdigit
- 222222227 – عدد أولي آمن
- 244140625 = 512
- 267914296 – عدد فيبوناتشي
- 268435456 = 228
- 282475249 = 710
- 333333333 – repdigit
- 433494437 – عدد فيبوناتشي
- 479001600 = 12!
- 536870912 = 229
- 701408733 – عدد فيبوناتشي
- 815730721 = 138
- 888888888 – repdigit
- 999999999 – repdigit